# 森野あすか
森野 あすか（もりの あすか、1996年11月24日 - ）は、日本の女優、タレント。
東京都出身。スウィートパワー所属（フレッシュパワー部門）。

## 略歴
- 2009年、スカウトされ、現在の事務所に所属。
- 2010年1月から『おはスタ1部「ムッシータウン」』にムシガール（イメージカラー：イエロー）としてレギュラー出演。同年9月末を持って同レギュラーは卒業し、翌月から同局で毎週金曜日に放送された『Disney Time』に出演担当を移した。
- 2011年2月15日から放映の「なっちゃん」でCM初出演。同年4月からは、『鈴木先生』でテレビドラマ初出演。

## 出演

### テレビ番組
- おはスタ第1部 ムッシータウン（2010年1月11日 - 9月、テレビ東京） - ムシガール
- Disney Time（2010年10月 - 2011年3月）

### テレビドラマ
- 鈴木先生（2011年、テレビ東京） - 小菅小夜子 役

### 映画
- 青の光線（2012年） - 金田美智 役

### CM
- SUNTORY なっちゃん（2011年 - ）